# Maude Apatow
Maude Apatow (Los Banos, 15 december 1997) is een Amerikaans actrice.

## Carrière
Apatow is de dochter van regisseur Judd Apatow en actrice Leslie Mann. Ze speelde in verschillende films van haar vader zoals Knocked Up, Funny People, This Is 40 en The King of Staten Island. Ze speelde ook in de hitserie Euphoria waarmee ze bekend geraakte bij het grote publiek. Ze kreeg drie nominaties waarvan ze nog geen kon winnen.

## Filmografie
- Gemeinsame Normdatei: 1223122883
- International Standard Name Identifier: 0000 0000 4679 2139
- Library of Congress Control Number: no2007120160
- MusicBrainz: 520947f8-7a09-4b86-82d2-bf46f3bc0178
- Virtual International Authority File: 51478461
- WorldCat: E39PBJdRByHpf9dP7MW67Xc3wC